# Parnassius phoebus
Parnassius phoebus är en fjärilsart som först beskrevs av Fabricius 1793.  Parnassius phoebus ingår i släktet Parnassius och familjen riddarfjärilar. Inga underarter finns listade i Catalogue of Life.

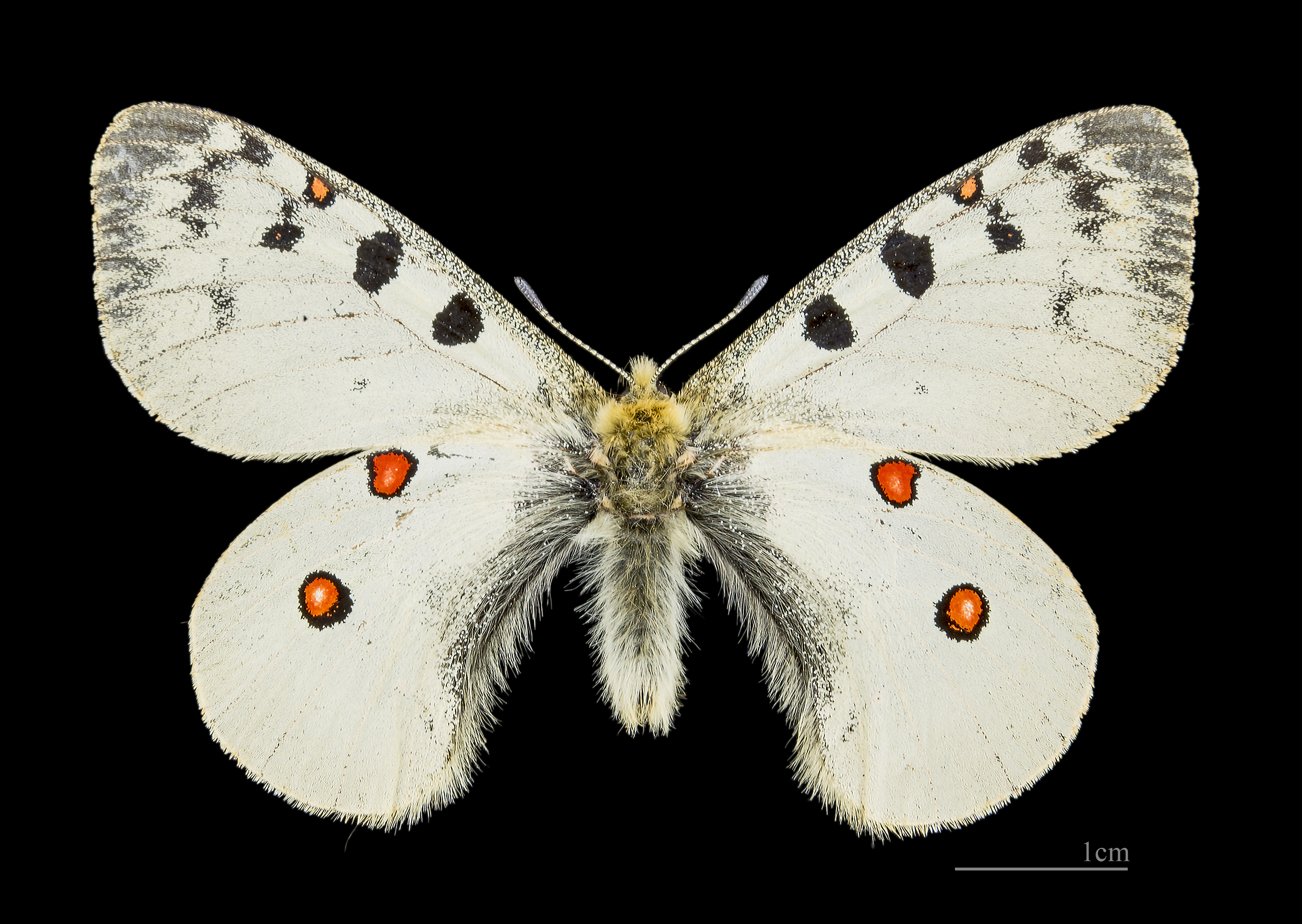
♂
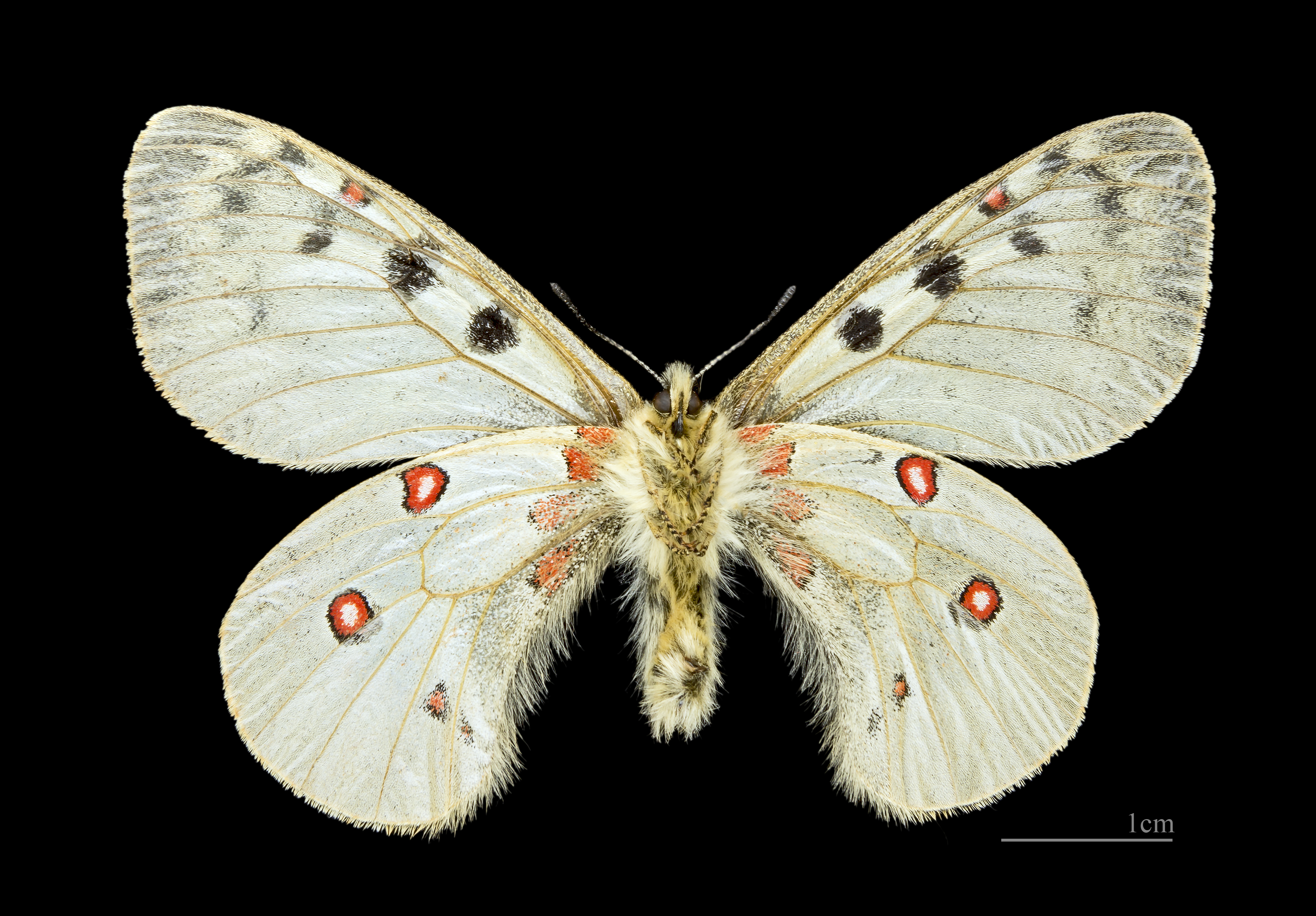
♂ △
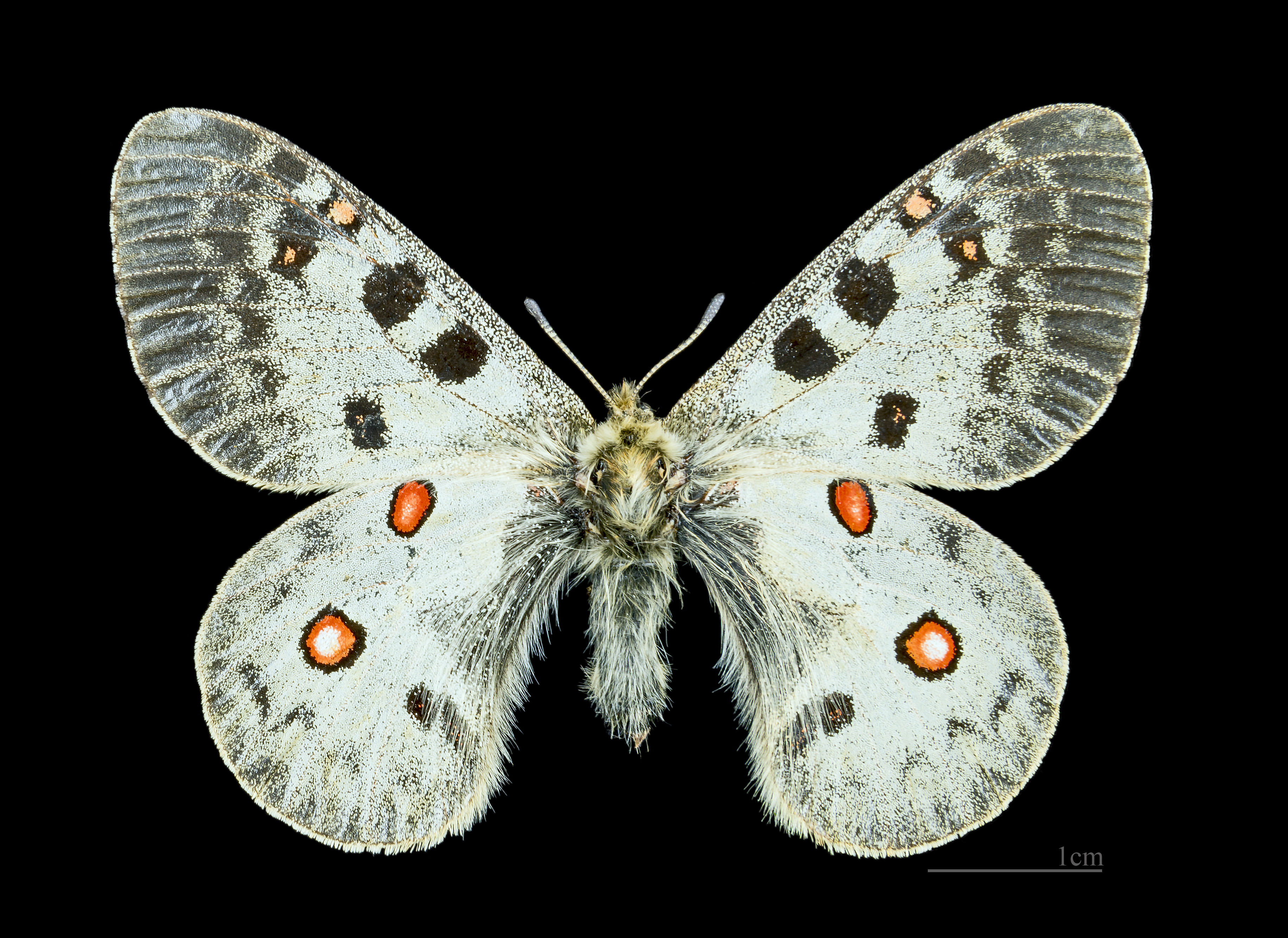
♀
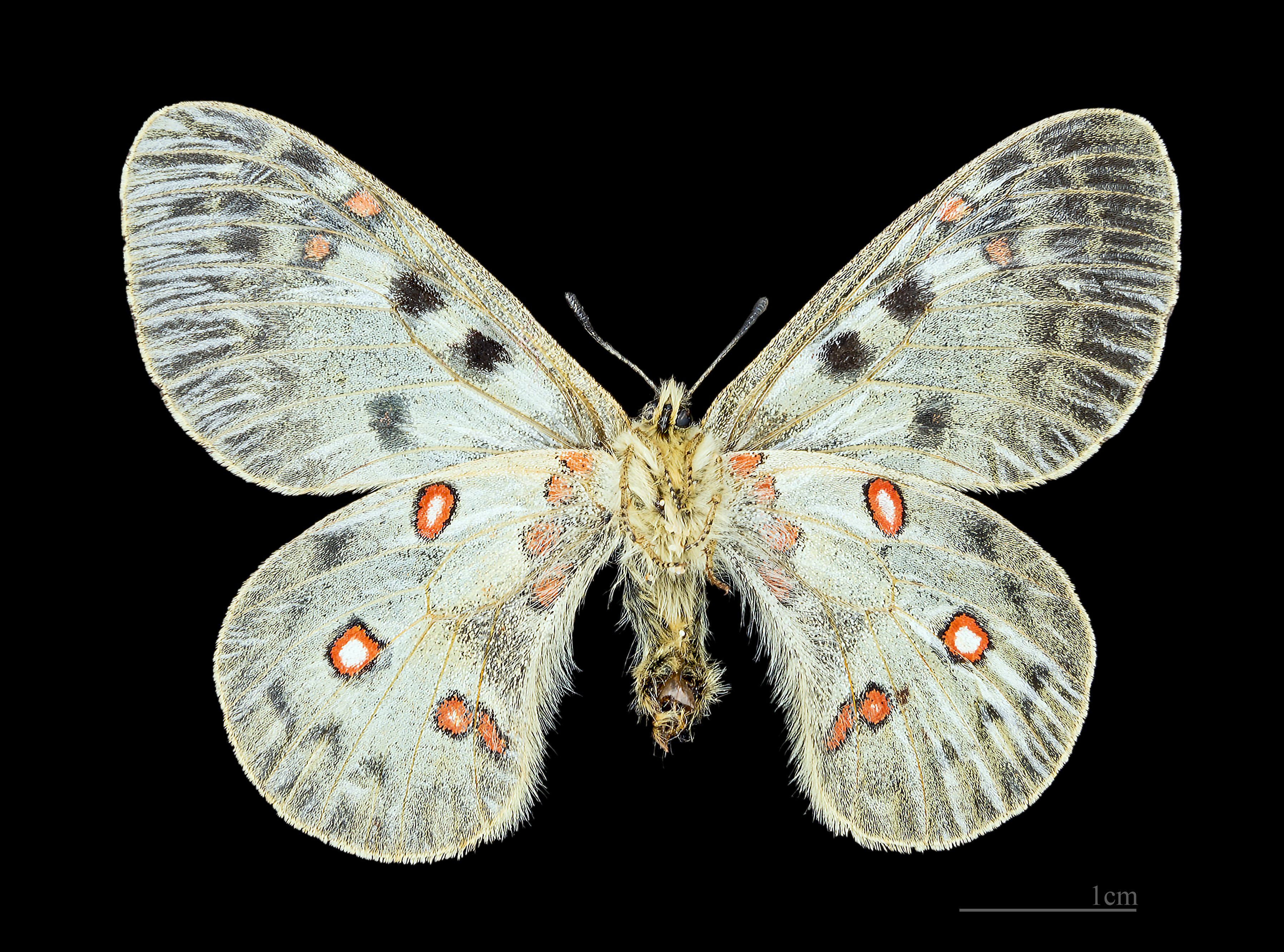
♀△

## Bildgalleri

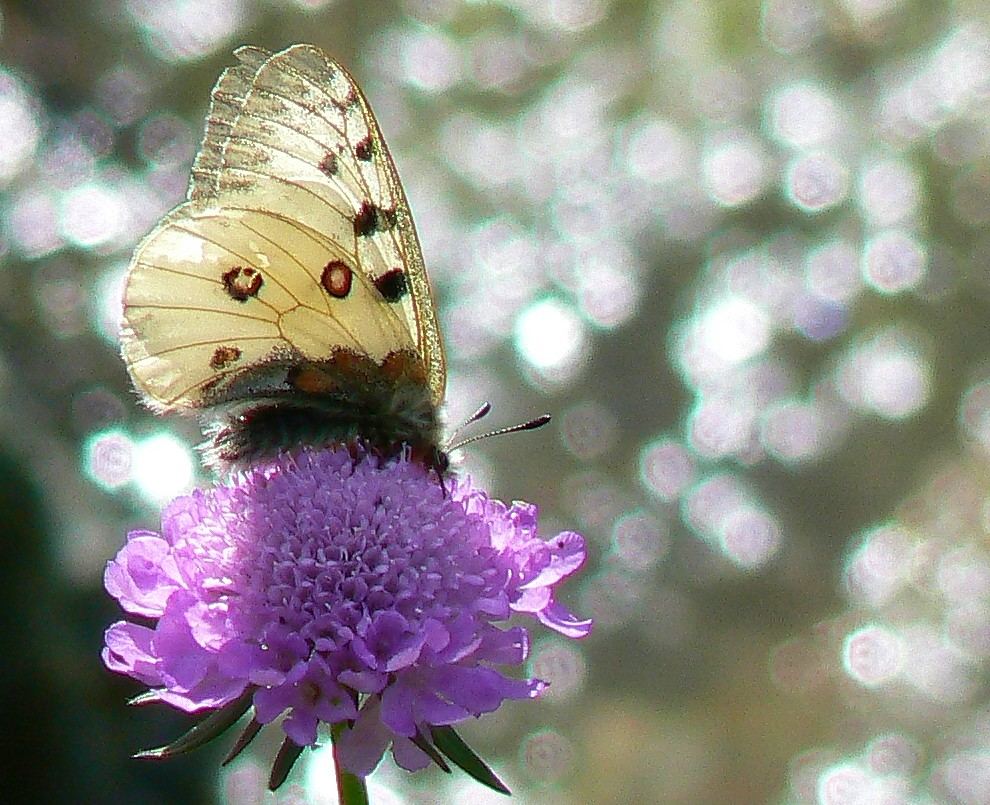
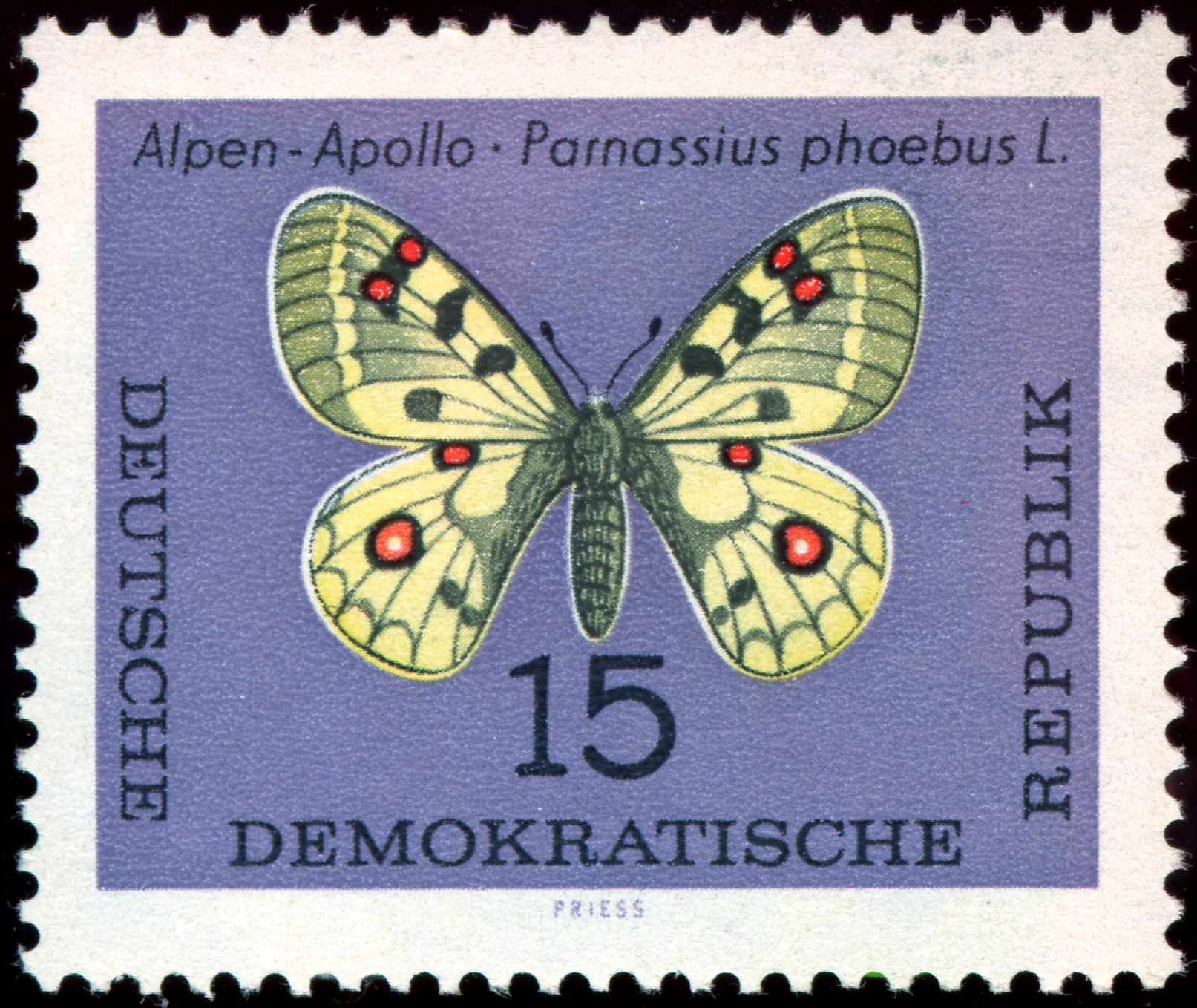
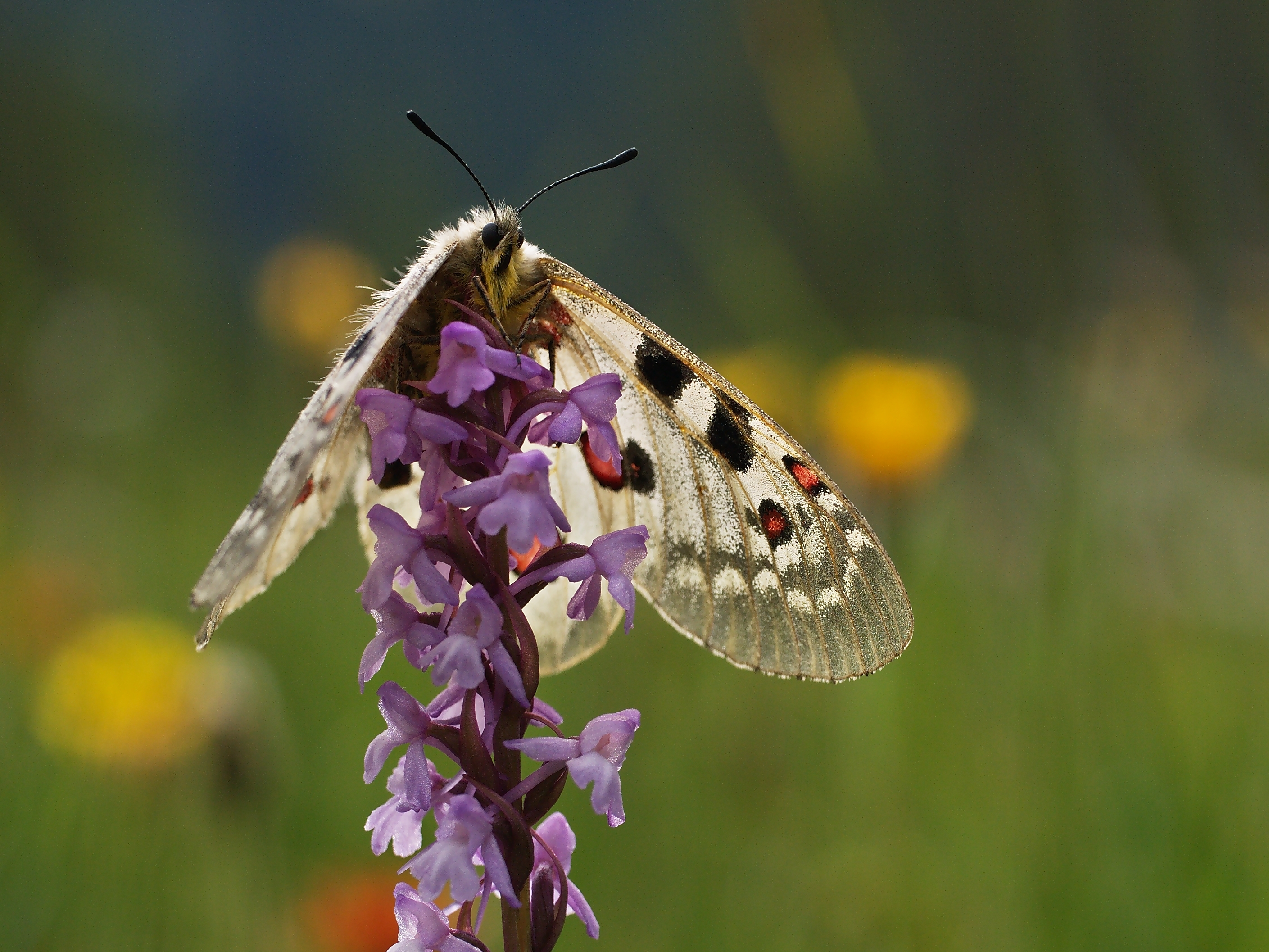
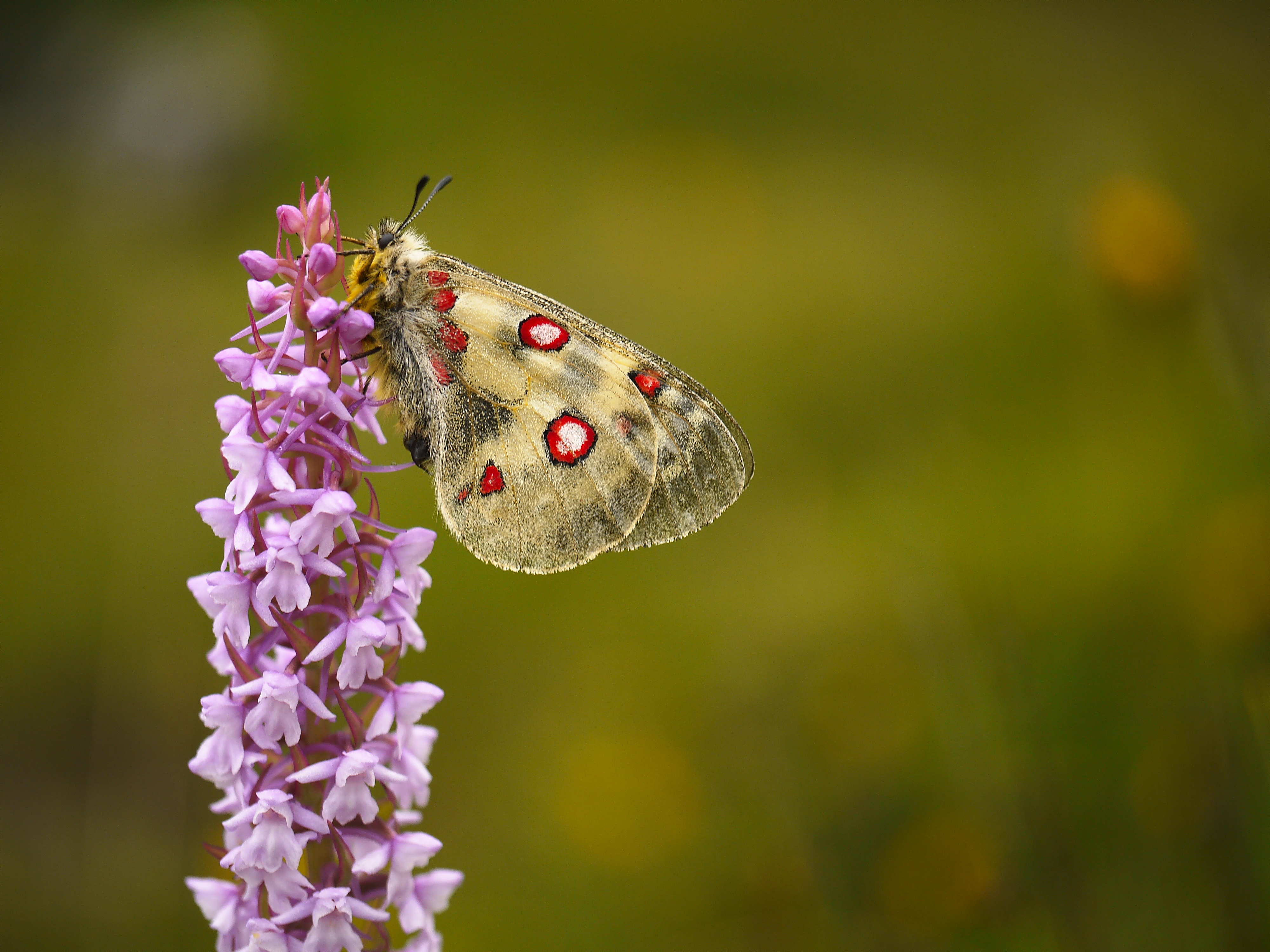
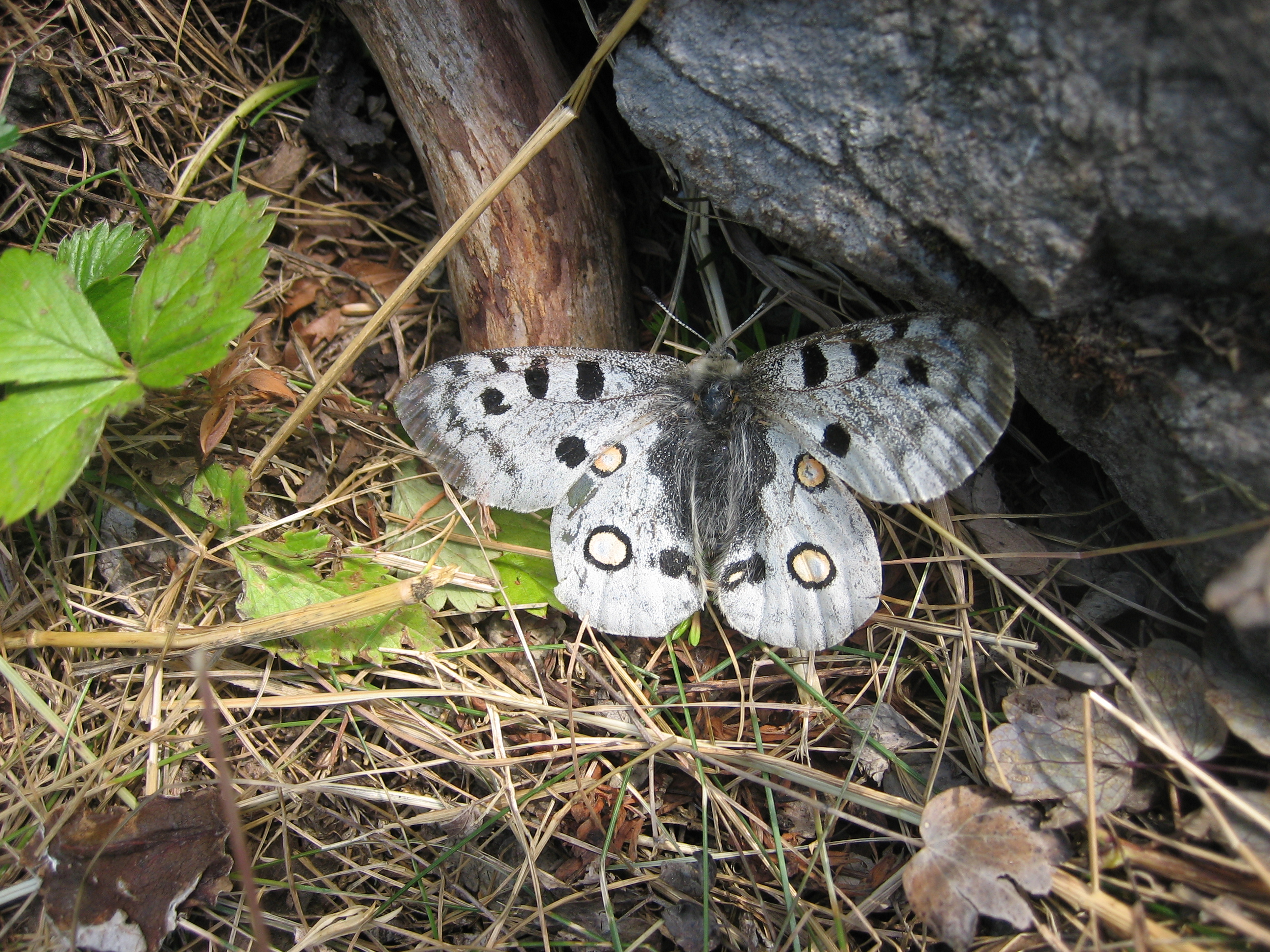
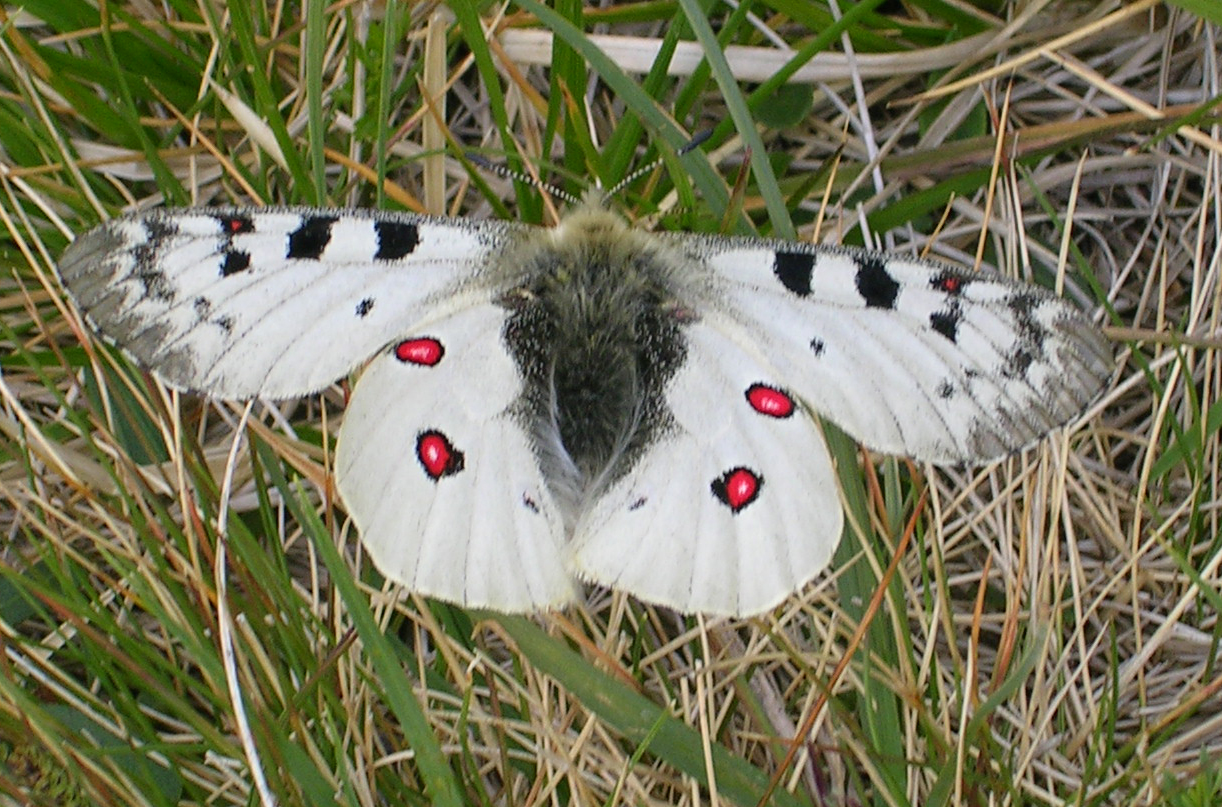